# جو مورل
جو مورل (انگلیسی: Joe Murrell; ۱۹ نوامبر ۱۸۷۹ – ۱۵ اوت ۱۹۵۲) بازیکن کریکت، و بازیکن فوتبال اهل بریتانیا بود. از باشگاه‌هایی که در آن بازی کرده‌است می‌توان به باشگاه فوتبال آرسنال و باشگاه فوتبال لیتون اورینت اشاره کرد. 